# Tobita Shinchi
Tobita Shinchi (飛田新地) ou Tobita Yūkaku (飛田遊郭) est le plus grand quartier de prostitution de l’ouest du Japon.

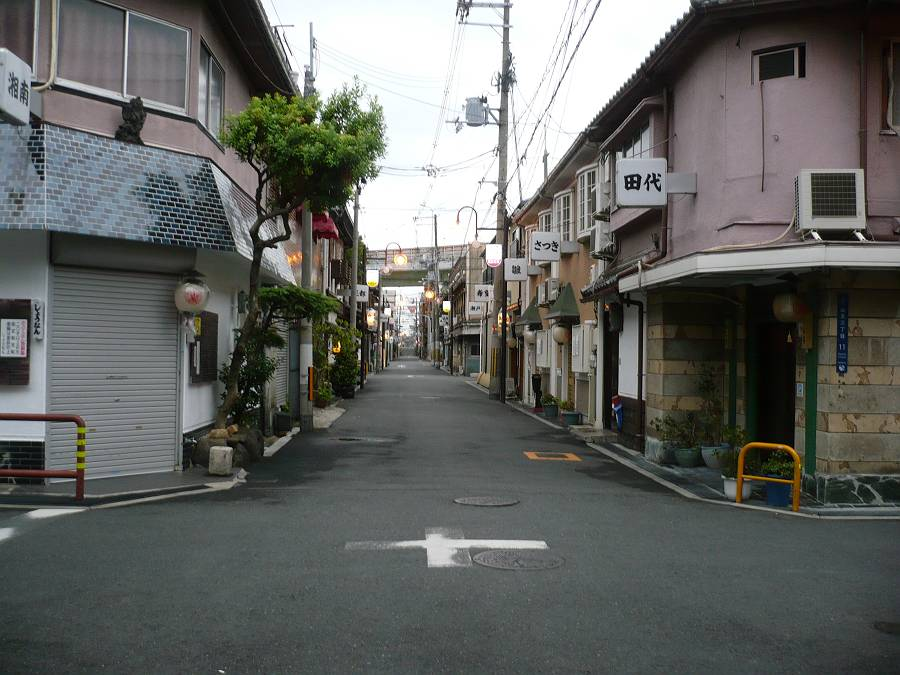
Tobita Shinchi

Il se trouve dans l’arrondissement Nishinari-ku d’Osaka. Jusqu’en 1958, il était le plus grand quartier chaud du Japon, alors que la prostitution était autorisée. Après son interdiction, les nouvelles lois n’ont pas eu beaucoup d’effet sur le quartier, puisque les bordels se présentent maintenant comme des « restaurants de style japonais ».
A Tobita, une jeune femme attend le client dans l’entrée (genkan) de l’établissement ou dans un living parfaitement visible depuis la rue, ce qui est inhabituel pour le Japon.
Une femme plus âgée attend aussi dans le genkan et apostrophe les passants avec des expressions comme « Je vous en prie, jeune homme » (どうぞ、お兄さん, dōzo, onii-san).
L'ancien maire d’Osaka, Toru Hashimoto, a travaillé comme conseiller juridique à l’Association des restaurants de Tobita.

## Bâtiment notable
Le Taiyoshi Hyakuban, au cœur de Tobita Shinchi, est une ancienne maison close, transformée en restaurant et classée “bien culturel matériel”.

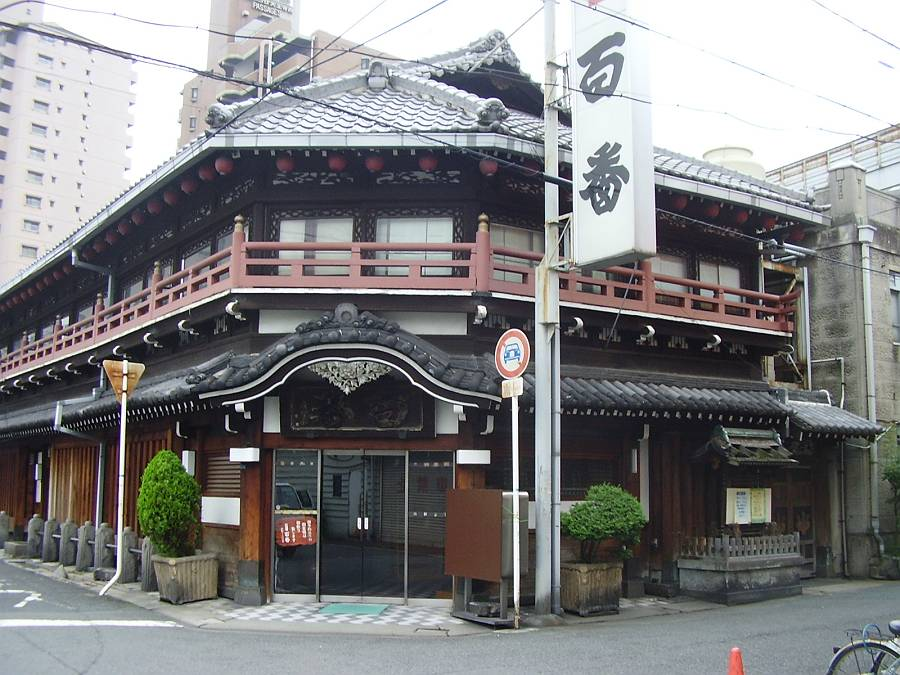
Taiyoshi Hyakuban.

## Fermetures temporaires
L'association des restaurants de Tobita a pris la décision d'interrompre ses activités deux fois dans son histoire: le 24 février 1989, lors des funérailles de l'empereur Hiro Hito, et les 28 et 29 juin 2019, lors de la tenue du sommet du G20 à Osaka.